# 황제의 딸
황제의 딸(중국어 간체자: 还珠格格, 정체자: 還珠格格, 병음: Huán zhū gé gé 환주거거[*], 한자음: 환주격격, 영어: My Fair Princess 마이 페어 프린세스[*])은 중화인민공화국 후난성 ETV가 찍은 드라마이다. 청나라 건륭제 시대를 무대로 한 가상의 작품으로 중화민국의 유명작가 충야오(瓊瑤)의 작품이다.
2011년 7월부터 신환주격격(新還珠格格)이 스텝진이 전원 바뀌어 방영되고 있다.

## 주제가
- 시즌1: 當 … 동력화차
- 시즌2: 自從有了你 … 조미
- 시즌3: 天上人間 … 고거기 외 다수

## 주요 등장인물
- 환주공주(還珠公主)(제비) - 조미(시즌1~2), 황혁(시즌3)
- 명주공주(明珠公主)(하자미) - 임심여(시즌1~2), 마이리(시즌3)
- 5왕자(永琪)(영기) - 소유붕(시즌1~2), 고거기(시즌3)
- 복이강(福爾康) - 주걸
- 복이태(福爾泰)(시즌1) - 진지붕
- 서장왕(시즌1)
- 새아공주(塞婭公主)(시즌1) - 장항
- 건륭제 홍력 - 장철림(시즌1~2), 적룡(시즌3)
- 태후(흔히 부처님으로 존칭됨, 오늘날의 효성헌황후)(시즌2~3) - 조민분
- 황후(계황후 오랍나랍씨) - 대춘영(시즌1~2), 강려려(시즌3)
- 용상궁 - 이명계(시즌1~2)
- 계상궁(시즌3) - 주계운
- 영비(令妃)(오늘날의 효의순황후) - 조려연(시즌1~2), 연자(시즌3)
- 청아공주(晴兒公主) - 왕염(시즌2~3)
- 몽단(시즌2) - 모봉빈
- 향비 함향(香妃 含香)(시즌2) - 유단(작고)
- 유청(柳靑)(시즌1~2) - 육시우
- 유홍(柳紅)(시즌1~2) - 진옥
- 금쇄(金瑣)(시즌1~2) - 판빙빙
- 소검(簫劍) - 주굉가(시즌2), 황효명(시즌3)
- 하영영(夏盈盈)(시즌3) - 수령(특별출연)
- 영왕비 진지화(榮王妃 陳知畵)(시즌3) - 진남
- 미얀마 모사공주(慕沙公主)(시즌3) - 유도
- 명월, 채하
- 소등자, 소탁자

## 신환주격격 등장인물
- 환주 공주(제비) - 리성(李晟)
- 명주 공주(하자미) - 하이루(海陸)
- 5왕자(영기) - 장예(張睿) 본명은 장항예(張航睿)
- 복이강 - 리자항(李佳航)
- 복이태 - 노굉(路宏)
- 금쇄 - 손요기(孫耀琦)
- 새아 - 시벽운(柴碧雲)
- 청아 - 자오리잉(趙麗穎)
- 건륭제 - 구심지(邱心志)
- 태후 - 유설화(劉雪華)
- 황후 - 등췌문(鄧萃雯)
- 용 상궁 - 방청탁(方青卓)
- 계 상궁 - 이소연(李小燕)
- 영비 - 유효엽(劉曉曄)
- 유비(영기의 생모) - 장경영(莊慶寧)
- 몽단 - 장단봉(張丹峰)
- 향비(함향) - 마디나 메메트(麥迪娜•買買提)
- 소검 - 가오쯔치(高梓淇)
- 벤자민 - 반걸명(潘傑明)
- 흔영 공주 - 감청자(闞清子)
- 유청 - 왕금탁(王今鐸)
- 유홍 - 주방(周放)
- 소등자 - 구오휘(瞿澳暉)
- 소탁자 - 장탁문(張倬聞)
- 소문자 - 신신(辛新)
- 소충자 - 진목역(陳木易)
- 명월 - 우영영(于瑩瑩)
- 채하 - 마상의(馬湘宜)
- 복륜 - 뇌진어(雷鎮語)
- 복륜의 부인 - 진혜연(陳慧娟)
- 부긍 - 형한경(邢瀚卿)
- 기효람(오리지널에선 기 선생이라 불림) - 강의(剛毅)
- 상수 - 유창위(劉昌偉)
- 하우하(특별출연) - 린신루(林心如)
- 두설음(특별출연) - 진람(秦嵐)
- 아리화탁(향비 아버지) - 이격목도(尼格木圖)
- 몽고친왕 제극이(새아 아버지) - 왕건신(王建新)

## 해외 방송사
- 중화인민공화국: 후난경제TV
- 홍콩: 아시아 텔레비전
- 일본: 선TV, 니가타 TV 21, 도치기 TV (일본어 더빙 방송)
- 대한민국: iTV / 채널차이나
- 필리핀: QTV
- 태국: 채널 3
- 베트남: 베트남 텔레비전

## 아류작
- 첨심격격(甜心格格) - 선전시 방괴동만화문화발전유한공사(深圳市方块动漫画文化发展有限公司)에서 제작한 애니메이션.